# Ferenc Bene
Ferenc Bene (Balatonújlak, 17 december 1944 – Boedapest, 27 februari 2006) was een Hongaars voetballer die als aanvaller speelde. In de jaren '60 gold hij als een van de meest trefzekere spitsen van Europa. Het grootste deel van zijn carrière speelde hij voor Újpesti Dózsa, waarmee hij acht keer landskampioen werd. Van 1962 tot 1979 speelde Bene voor het Hongaarse elftal, waarvoor hij 36 doelpunten maakte in 76 wedstrijden. Met Hongarije won hij goud tijdens de Olympische Zomerspelen 1964.
Na zijn spelerscarrière was Bene onder andere trainer van Újpesti Dózsa en assistent-coach van het Hongaarse Olympisch elftal. Op 27 februari 2006 overleed hij op 61-jarige leeftijd aan de gevolgen van een zware val.

## Spelerscarrière

### Clubcarrière
Bene speelde in de jeugd bij Marcali Medosz en Kaposvári Kinizsi. In 1961 maakte hij de overstap naar Újpesti Dózsa, waar hij professioneel debuteerde. Daar zou hij uitgroeien tot een clublegende: hij zou in totaal 303 doelpunten maken in 417 competitiewedstrijden. In 1964 werd Bene benoemd tot Hongaars voetballer van het jaar, een eer die hem in 1969 opnieuw te beurt zou vallen. Ook werd hij vijf keer topschutter in de competitie. Tussen 1969 en 1975 won Bene met Újpesti zeven opeenvolgende landstitels. Ook werden er in die periode drie bekers gewonnen. In 1978 pakte Bene een achtste titel met de club. Een Europese prijs wist hij met Újpesti nooit te behalen: in 1973/74 was Bayern München te sterk in de halve finale van de Europacup I, terwijl Újpesti in 1969 de finale (over twee wedstrijden) van de Jaarbeursstedenbeker verloor van Newcastle United. Na het behalen van de titel in 1978 verkaste Bene naar tweedeklasser Volán SC.
In 1981 trok Bene naar het Finse Sepsi-78, waar hij twee seizoenen zou spelen. Nadat de club in 1982 degradeerde naar de tweede klasse, keerde hij terug naar Volán. In 1984 ging de 40-jarige Bene naar Soroksári VOSE, dat in de vierde klasse speelde. Vervolgens maakte hij de overstap naar derdeklasser Keckskeméti SC, waar hij in 1985 na een professionele carrière van 24 jaar stopte met voetballen.

### Interlandcarrière
Bene maakte op 14 oktober 1962 zijn debuut voor het Hongaarse elftal in een oefenwedstrijd tegen Joegoslavië. Door de aanwezigheid van de legendarische spits Flórián Albert speelde hij voor het Hongaarse elftal meestal op de rechterflank. Zijn eerste interlanddoelpunt maakte Bene in zijn tweede cap, tegen Oost-Duitsland.
In 1964 nam Bene met Hongarije deel aan het EK, dat in die tijd slechts vier deelnemende landen kende. Zodoende was de eerste wedstrijd meteen een halve finale, tegen Spanje. De Hongaren verloren die wedstrijd echter. In de troostfinale werd gewonnen van Denemarken, en dus eindigde Hongarije op de derde plaats. Bene scoorde in beide wedstrijden en was gedeeld topschutter van het toernooi met 2 doelpunten.
Datzelfde jaar maakte Bene deel uit van de Hongaarse ploeg op de Olympische Spelen in Tokio. Hij werd topschutter van het toernooi met 12 doelpunten, een record. 6 daarvan maakte hij er in de eerste wedstrijd, een 6-0-overwinning tegen Marokko. Met zijn doelpunten gidste hij zijn land naar de finale tegen Tsjecho-Slowakije, waarin hij opnieuw scoorde. Hongarije won de wedstrijd met 2-1 en sleepte de gouden medaille in de wacht.
Twee jaar later nam Bene met Hongarije deel aan het WK 1966 in Engeland. Hongarije eindigde tweede in een groep met Portugal, Brazilië en Bulgarije, mede dankzij Bene, die in elke wedstrijd wist te scoren. In de kwartfinale was de Sovjet-Unie met 2-1 te sterk, ondanks een doelpunt van Bene.
In 1970 was Bene voor het eerst kapitein van het Hongaarse elftal. Als aanvoerder leidde hij zijn land naar het EK 1972. Op het EK verloor Hongarije beide wedstrijden.
Op 12 september 1979 speelde Bene zijn laatste interland, een oefenwedstrijd tegen Tsjecho-Slowakije. Hij speelde in totaal 76 wedstrijden voor het Hongaarse elftal, waarin hij 36 keer scoorde.

## Clubstatistieken[5][6]
| Seizoen     | Club           | Competitie             | Competitie | Competitie | Beker | Beker | Europees | Europees | Totaal | Totaal |
| Seizoen     | Club           | Competitie             | Wed.       | Dlp.       | Wed.  | Dlp.  | Wed.     | Dlp.     | Wed.   | Dlp.   |
| ----------- | -------------- | ---------------------- | ---------- | ---------- | ----- | ----- | -------- | -------- | ------ | ------ |
| 1961–62     | Újpesti Dózsa  | Nemzeti Bajnokság      | 22         | 6          |       |       | 6        | 3        | 28     | 9      |
| 1962–63     | Újpesti Dózsa  | Nemzeti Bajnokság      | 26         | 23         |       |       | 13       | 4        | 39     | 27     |
| 1963        | Újpesti Dózsa  | Nemzeti Bajnokság      | 13         | 6          |       |       | 4        | 3        | 17     | 9      |
| 1964        | Újpesti Dózsa  | Nemzeti Bajnokság      | 26         | 20         |       |       | 2        | 2        | 28     | 22     |
| 1965        | Újpesti Dózsa  | Nemzeti Bajnokság      | 25         | 20         |       |       | 2        | 1        | 27     | 21     |
| 1966        | Újpesti Dózsa  | Nemzeti Bajnokság      | 26         | 24         |       |       | 6        | 4        | 32     | 28     |
| 1967        | Újpesti Dózsa  | Nemzeti Bajnokság      | 30         | 22         |       |       | 6        | 6        | 36     | 28     |
| 1968        | Újpesti Dózsa  | Nemzeti Bajnokság      | 26         | 22         |       |       | 6        | 4        | 32     | 26     |
| 1969        | Újpesti Dózsa  | Nemzeti Bajnokság      | 29         | 27         |       |       | 12       | 9        | 41     | 36     |
| 1970        | Újpesti Dózsa  | Nemzeti Bajnokság      | 16         | 10         |       |       | 2        | 0        | 18     | 10     |
| 1970–71     | Újpesti Dózsa  | Nemzeti Bajnokság      | 28         | 24         |       |       | 2        | 0        | 30     | 24     |
| 1971–72     | Újpesti Dózsa  | Nemzeti Bajnokság      | 30         | 29         |       |       | 6        | 3        | 36     | 32     |
| 1972–73     | Újpesti Dózsa  | Nemzeti Bajnokság      | 30         | 23         |       |       | 6        | 6        | 36     | 29     |
| 1973–74     | Újpesti Dózsa  | Nemzeti Bajnokság      | 29         | 14         |       |       | 8        | 1        | 37     | 15     |
| 1974–75     | Újpesti Dózsa  | Nemzeti Bajnokság      | 28         | 20         |       |       | 4        | 3        | 32     | 23     |
| 1975–76     | Újpesti Dózsa  | Nemzeti Bajnokság      | 18         | 7          |       |       | 2        | 2        | 20     | 9      |
| 1976–77     | Újpesti Dózsa  | Nemzeti Bajnokság      | 12         | 4          |       |       | 1        | 0        | 13     | 4      |
| 1977–78     | Újpesti Dózsa  | Nemzeti Bajnokság      | 3          | 2          |       |       | 4        | 3        | 7      | 5      |
| Club totaal | Club totaal    | Club totaal            | 417        | 303        |       |       | 92       | 54       | 509    | 357    |
| 1978-79     | Volán SC       | Nemzeti Bajnokság II   |            |            |       |       | -        | -        |        |        |
| Club totaal | Club totaal    | Club totaal            |            |            |       |       | -        | -        |        |        |
| 1981        | Sepsi-78       | Veikkausliiga          | 19         | 4          |       |       | -        | -        | 19     | 4      |
| 1982        | Sepsi-78       | Veikkausliiga          | 20         | 6          |       |       | -        | -        | 20     | 6      |
| Club totaal | Club totaal    | Club totaal            | 39         | 10         |       |       | -        | -        | 39     | 10     |
| 1982-83     | Volán SC       | Nemzeti Bajnokság II   |            |            |       |       | -        | -        |        |        |
| Club totaal | Club totaal    | Club totaal            |            |            |       |       | -        | -        |        |        |
| 1983-84     | Soroksári VOSE | Pest megyei I. osztály | 12         | 5          |       |       | -        | -        | 12     | 5      |
| Club totaal | Club totaal    | Club totaal            | 12         | 5          |       |       | -        | -        | 12     | 5      |
| 1984-85     | Keckskeméti SC | Nemzeti Bajnokság III  | 15         | 1          |       |       | -        | -        | 15     | 1      |
| Club totaal | Club totaal    | Club totaal            | 15         | 1          |       |       | -        | -        | 15     | 1      |
| Totaal      | Totaal         | Totaal                 | 499        | 335        |       |       | 92       | 54       | 591    | 389    |

## Erelijst
Újpesti Dózsa
- 8x Hongaars kampioenschap:  1968/69, 1969/70, 1970/71, 1971/72, 1972/73, 1973/74, 1974/75, 1977/78
- 3x Hongaarse beker: 1968/69, 1970/71, 1974/75

 Hongarije
- Olympische Spelen: winnaar
- EK 1964: derde plaats

Individueel
- 2x Hongaars voetballer van het jaar: 1964, 1969
- 5x topschutter Hongaarse competitie: 1962/63, 1968/69, 1971/72, 1972/73, 1974/75
- 1x topschutter Olympische Spelen: 1964
- 1x topschutter EK: 1964

## Invloed en erkenning
Bene staat bekend als een van de beste Hongaarse spitsen aller tijden. Ook was hij een van de meest trefzekere Europese spitsen van de jaren '60. Samen met onder andere Flórián Albert en Lajos Tichy was Bene één van de gezichten van de tweede "gouden generatie" van Hongarije. Die generatie staat weliswaar niet even hoog aangeschreven als de eerste, die met onder andere Ferenc Puskás en Sándor Kocsis een WK-finale haalde, maar behaalde wel enkele grote successen, zoals een Olympische gouden medaille en een derde plaats op het EK 1964.
Daarnaast is Bene een van de spelers die alles bij elkaar 500 of meer doelpunten maakten. Hij is een van de vijf Hongaren die daarin slaagden. Dankzij zijn vele doelpunten mocht hij zichzelf vijfmaal topschutter van de Hongaarse competitie noemen. Twee keer werd hij verkozen tot Hongaars voetballer van het jaar. Een Ballon d'Or kon Bene nooit winnen, hij kwam niet dichter dan een zesde plaats in 1966. Hij moest onder andere landgenoot Flórián Albert voor zich dulden. Wel mocht hij in 1972 aantreden voor het Europees voetbalelftal, ter ere van het voetbalpensioen van Uwe Seeler. Bene wist toen ook te scoren.
In 2005, kort voor zijn overlijden, werd Bene benoemd tot ereburger van het district Újpest. In november 2017 werd er een borstbeeld van Bene onthuld aan het Szusza Ferencstadion, de thuishaven van Újpesti. Ook draagt de academie van Kaposvári Rákóczi zijn naam.